# کامیلا سونسون-گوستافسون
کامیلا سونسون-گوستافسون (انگلیسی: Camilla Svensson-Gustafsson؛ زادهٔ ۲۰ ژانویهٔ ۱۹۶۹) بازیکن فوتبال اهل سوئد است.
وی همچنین در تیم ملی فوتبال زنان سوئد بازی کرده‌است.